# Ichthyoszauruszok

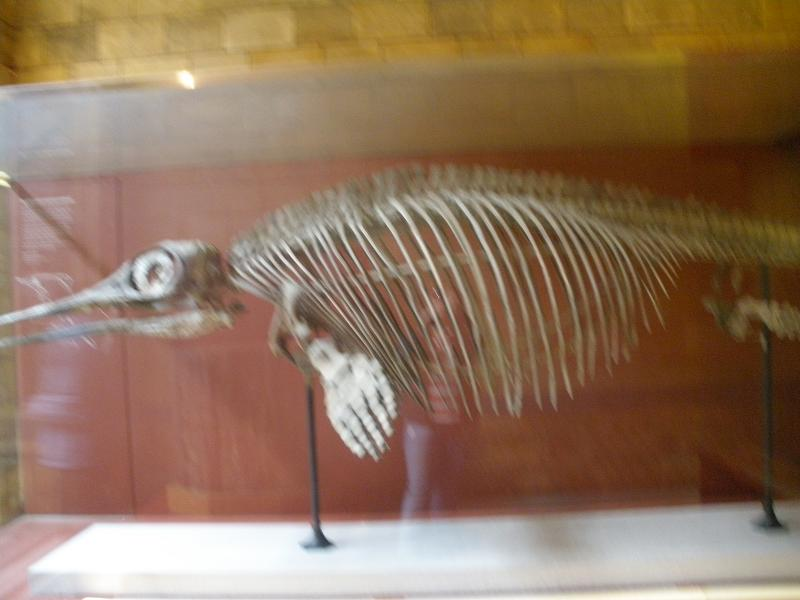
Egy Ophthalmosaurus csontváz rekonstrukciója a londoni Természettudományi Múzeumban

Az ichthyoszauruszok vagy halgyíkok (Ichthyosauria) a hüllők osztályának (Reptilia) Ichthyopterygia alosztályába tartozó rend. A halgyíkok (ichtyos = „hal”; saurus = „gyík” [ógörög]) a középidő triász – azon belül is alsó triász – időszakában jelentek meg, így az egyik legkorábbi hüllőcsoportnak tekinthetők. Egyik korai képviselőjük, a Cymbospondylus volt. A jura kor végére megcsappant az óceánok halgyíkfaunája, azonban a krétában ismét felvirágoztak, és a harmadidő elejére végképp eltűntek a vizekből.

## Megjelenésük
A hüllőcsoportok közül messzemenően a legjobban alkalmazkodtak a vízi életmódhoz, sokkal tökéletesebben, mint ebben a korban élt, Lepidosauromorphák közé tartozó tengeri hüllők, így a plezioszauruszok (régi magyar nevükön: „hattyúnyakú tengeri ősgyíkok”) vagy a moszaszauruszok. Csonttani bélyegeiket jól ismerjük, ezek viszonylag jól megmaradtak a tengeri üledékben, számos, tökéletesen konzerválódott példányt találtak szerte a világban, mely hatalmas elterjedésüket bizonyítja a világtengerekben. Testalkatuk erősen emlékeztetett a ma élő cápák és delfinek alakjára, természetesen ez csak konvergencia. Végtagjaik úszókká módosultak, kialakult a szimmetrikus függőleges farokúszó. Légzésük természetesen tüdővel történt, keringési rendszerükről nem sokat tudunk, de nem feltételezik a teljesen zárt kamrai válaszfalat a szívben (ez még a plezioszauruszoknál sem volt meg). Szemük igen fejlett volt, a megkövesedett koponyákon hatalmas szemüreget találunk. Hosszú, előrenyúló állkapcsukban számos gyökértelen fog ült.

## Életmódjuk
Ragadozók voltak, kisebb halakat, de főképp lábasfejűeket zsákmányoltak. Nem voltak a tengerek csúcsragadozói, legfőbb ellenségeik a hatalmas testű moszaszauruszok voltak.

## Szaporodásuk
Korábban feltételezték a kannibalizmust, hisz egyes egyedek hasüregében apróbb halgyíkok lenyomatait találták meg. Később azonban rájöttek, hogy ezek valójában meg nem született, fiatal példányok, tehát az ichtyoszauruszok elevenszülők voltak, tojást nem raktak.

## Rendszerezésük
A halgyíkok rendszerezése két klád alapján történik:
- Shastasauria – ősi típusú halgyíkok, egy család (Shastasauridae) néhány neme, mint a Shastasaurus és Tupilacosaurus.
- Mixosaurida – fejlett halgyíkok két kisrenddel:
  - Latipinnati parvordo (rövidujjúak)
    - Ichthyosauridae család – Ichthyosaurus breviceps
    - Mixosauridae család – Mixosaurus carnailus, M. atavus, M. helveticus

  - Longipinnati po (hosszúujjúak)
    - Stenopterygiidae család – Stenopterygius quadridiscus, S. crassicostatus, Eurhynosaurus longirostris, Cymbospondylus, Shoniosaurus
    - Leptopterygiidae család – Leptopterygius, Temnodontosaurus

A kis rendek megnevezésével ellentétben nem az ujjak abszolút hossza képezi besorolás alapját, hanem az ujjak száma, az előző 6-9 ujjal, az utóbbi 3-5 ujjal rendelkezik.
Más szerkezetű besorolás szerint:
- Ichthyopterygia alosztály vagy főrend
  - Grippidae f.
    - Chaohusaurus g.
    - Grippia g.

  - Utatsusauridae f.
    - Utatsusaurus g.

  - Ichthyosauria o.
  - Cymbospondylus o.
    - Mixosauridae f.
      - Mixosaurus g.

  - Merriamosauriformes so.
    - Guanlingsaurus g.

  - Shastasauria so.
    - Shastasauridae f.
      - Shastasaurus g.
      - Shonisaurus g.
      - Himalayasaurus g.
      - Tibetosaurus g.

  - Ichthyosauria alrend (=Euichthyosauruia)
    - Ichthyosauridae f.
      - Ichthyosaurus g.

    - Leptopterygiidae f.
      - Leptonectes g.
      - Eurhinosaurus g.
      - Excalibosaurus g.

    - Temnodontosauridae f.
      - Temnodontosaurus g.

    - Ophthalmosauridae f.
      - Aegirosaurus g.
      - Brachypterygius g.
      - Caypullisaurus g.
      - Nannopterygius g.
      - Ophthalmosaurus g.
      - Platypterygius g.

    - Stenopterygiidae f.
      - Stenopterygius g.
      -  ?Chacaicosaurus g.

    - Toretocnemidae f.
      - Californosaurus g.
      - Qianichthyosaurus g.
      - Teretocnemus g.

    - Suevoleviathanidae f.
      - Suevoleviathan g.

  - Parvipelvia so.
    - Hudsonelpidia g.
    - Macgowania g.

Rövidítések: o = ordo (rend), so = subordo (alrend), f = familia (család), g = genus (nem)